# Портрет мужчины в красном тюрбане

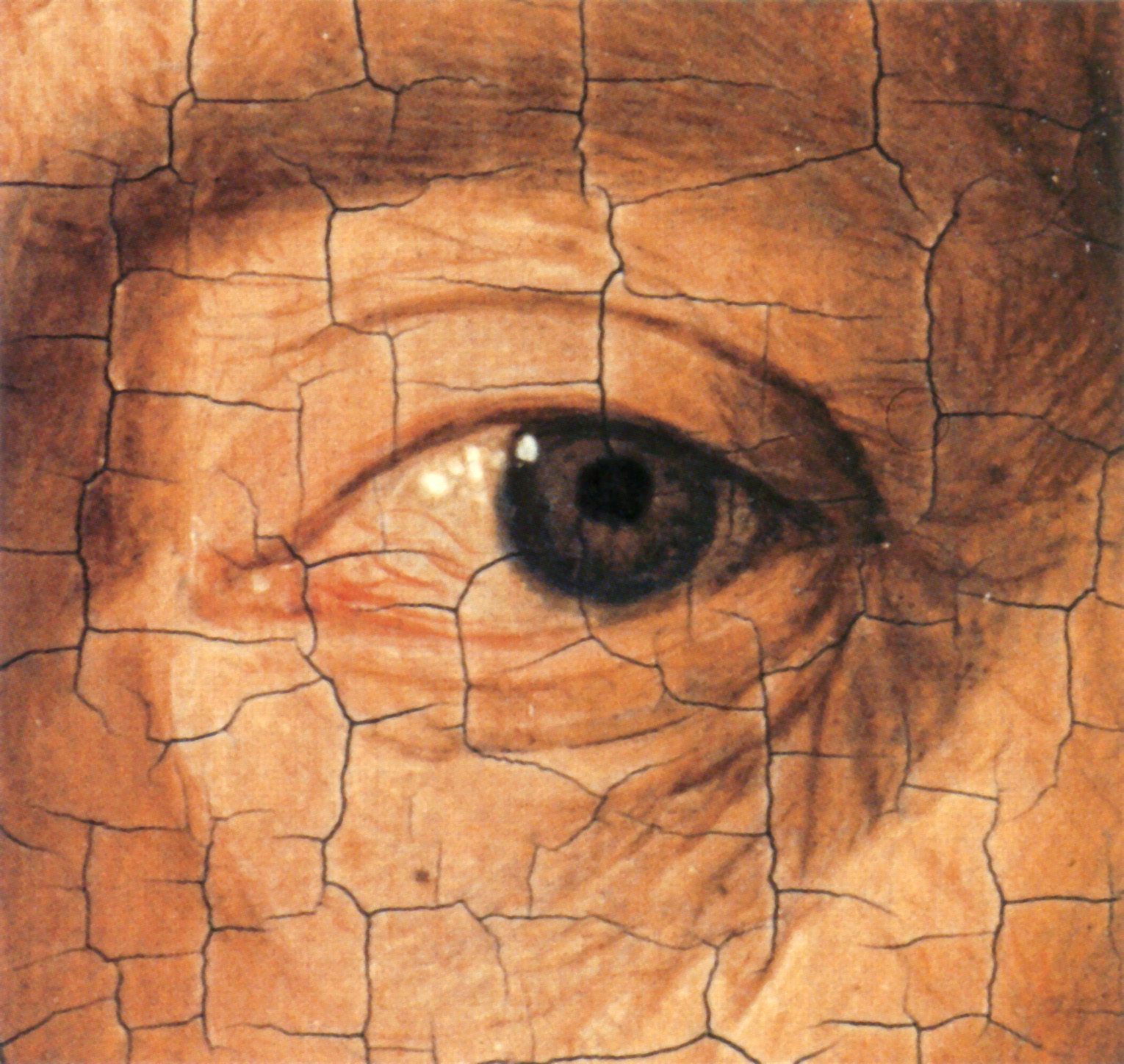
Деталь глаза

Портрет Маргареты ван Эйк, 1839 год

«Портрет мужчины в красном тюрбане» (нидерл. Portret van een man met rode tulband или Portret van een man) — картина художника Яна ван Эйка, датируемая 1433 годом. Картина находится в коллекции Национальной галереи в Лондоне с 1851 года. С XVII века, когда он был приобретён в Антверпене коллекционером произведений искусства Томасом Говардом, портрет находился в Англии.

## Контекст
Ян ван Эйк, наряду с Рогир ван дер Вейденом, считается одним из главных основоположников масляной живописи. Его чрезвычайно надежный метод, при котором много прозрачных покрытий наносилось друг на друга и его внимание к деталям давали необычайно реалистичное для того времени представление. Она положила начало новому этапу в западноевропейской живописи. Его портрет мужчины в красном тюрбане — один из самых ранних примеров.

## Описание
«Портрет мужчины в красном тюрбане» — достаточно необычное изображение на момент создания. Ван Эйк создает концентрированный контраст между открытым лицом, задрапированным капроном, и темным фоном, на котором все остальное отпадает. Черты лица ясны и детализированы. Гусиные лапки вокруг глаз и бородатая щетина на подбородке показаны слишком точно. В глазах даже окна студии отражаются маленькими светлыми пятнышками. Уникальной особенностью является высокая концентрация во взгляде на лице изображенного человека. Впервые вид с картины используется здесь для того, чтобы подразумевать близость и понимание между зрителем и портретом. Прямой зрительный контакт также предполагает, что это автопортрет, написанный с зеркального отражения.
Картина стала известна в XVII веке. О человеке, изображённом на ней, доподлинно ничего не известно. Часть исследователей предполагают, что это автопортрет художника. В пользу этого говорит тот факт, что изображенный сидит так, словно рассматривает себя в зеркале. Также интересны слова, написанные на верхней части рамы: «Als Ich Can», что в переводе означает: «Как умею». Эту же фразу можно найти ещё на трех работах художника (например, портрете его жены) и трех копий с утраченных полотен. Хотя фраза написана греческими буквами, изначально она была фламандской. Наличие фламандской фразы в греческом написании означает, что ван Эйк видел себя в «соперничестве с древними, а также со своими современниками». Интимность обоих портретов говорит о том, что это частные работы, а не заказные. Общепризнанное название картины не вполне точно: на самом деле на голове модели изображен не тюрбан, а распространенный в средневековье шаперон — головной убор напоминающий капюшон, сложенный таким образом, что напоминает тюрбан. Изображенный на картине смотрит прямо на зрителя, что было довольно смелым решением для автора картины.

## Картина в кино
В сериале «Восхождение на Олимп» вокруг похищения данной картины разворачивается весь сюжет сериала.